# Smerinthus borealis
Smerinthus borealis är en fjärilsart som beskrevs av Clark 1929. Smerinthus borealis ingår i släktet Smerinthus och familjen svärmare. Inga underarter finns listade i Catalogue of Life.